# Asamblea Nacional de Corea del Sur
La Asamblea Nacional (en hangul, 국회; en hanja, 國會; romanización revisada, Gukhoe) es el organismo constitucional de tipo unicameral, formado por 300 miembros que agrupa al poder legislativo de la República de Corea (Corea del Sur). 
Según la Constitución, la asamblea será un cuerpo unicameral que consistirá de al menos 200 miembros. Por ley, los candidatos a la asamblea deben tener por lo menos treinta años de edad.

## Historia

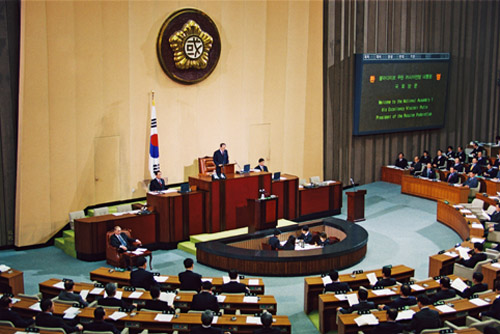
Interior de la sede de la Asamblea Nacional de Corea del Sur

Como parte de un compromiso político en 1987, el requisito de que los candidatos hubieran residido en el país de forma continua al menos cinco años, exigido hasta entonces, fue retirado para permitir a Kim Dae-jung, que había vivido varios años en el exilio en Japón y en Estados Unidos durante la década de 1980, pudiera volver a la vida política. 
En un cambio con respecto a las autoritarias Cuarta y Quinta República (1972-1980 y 1980-1987, respectivamente), en virtud de la Sexta República la Asamblea no puede ser disuelta por el presidente.

## Composición actual
La Asamblea Nacional se encuentra en su XXII legislatura, la cual inició sus funciones el 30 de mayo de 2024 tras las elecciones legislativas de 2024.
| Grupo parlamentario | Grupo parlamentario          | Portavoz         | Escaños |
| ------------------- | ---------------------------- | ---------------- | ------- |
|                     | Partido Demócrata            | Park Chan-dae    | 170     |
|                     | Partido del Poder Popular    | Kweon Seong-dong | 108     |
|                     | Partido de la Reconstrucción | Hwang Un-ha      | 12      |
|                     | Nuevo Partido Reformista     | Cheon Ha-ram     | 3       |
|                     | Partido Progresista          | Yoon Jong-oh     | 3       |
|                     | Partido de la Renta Básica   | Yong Hye-in      | 1       |
|                     | Partido Socialdemócrata      | Han Chang-min    | 1       |
|                     | Independiente                | Independiente    | 2       |
| Total               | Total                        | Total            | 300     |